# Bazilika Trsatske Matere Božje, Reka
Cerkev Trsatske Matere Božje je ena najstarejših hrvaških Marijinih svetišč.

## Nastanek svetišča
Po tradiciji so 10. maja 1291 na mestu današnjega svetišča Trsatske Matere Božje postavili nazareško hišo Svete družine. Na Trsat so jo iz Nazareta prenesli angeli. Tam je ostala do 10. decembra 1294, ko so jo angeli prenesli v Loreto, blizu Ancone, kjer je še danes. Izročilo pravi, da so jo odnesli naprej zato, ker je bilo slišati do gori grdo preklinjanje dalmatinskih mornarjev.
V ozadju te zgodbe, ki je v deloma znanstveno preverjena, je trgovina z relikvijami iz Svete dežele, razširjena med križarskimi vojnami. Pomembno vlogo pri tem dogajanju je igrala plovba po vzhodni jadranski poti, saj je bila takrat najvarnejša vez med Levantom in Evropo, skrivnostnim vojaškim redom vitezov templarjev, papeža, neapeljskih vladarjev Anžujcev in hrvaških fevdalcev Frankopanov.

## Zgodovina
Cerkev Trsatske Matere Božje je najstarejše hrvaško Marijino svetišče, zgrajeno na Trsatu nad Reko.
O gradnji cerkve je razmišljal že Nikola IV. Frankopan, gradnjo pa je začel njegov sin knez Martin Frankopanom, z dovoljenjem papeža Nikolaja V., ki je frančiškanom obljubil, da bo do leta 1453 zgrajena cerkev in frančiškanski samostan  na mestu, kjer so po legendi iz leta 1291. do leta 1294 našli hišo Matere Božje. Po izgradnji je pripeljal frančiškane iz bosanskega vikariata.
Danes je cerkev Matere Božje znano svetišče in romarska točka, kamor prihajajo ljudje iz različnih krajev Hrvaške in tujine. V njej je pokopanih več znanih ljudi. Tu so grobovi nekaterih članov grofovske družine Frankopan in grob Petra Kružića, graditelja znamenitih stopnic na trsatsko svetišče.
Na mestu današnje bazilike je bila skoraj dve stoletji kapela, ki jo je zgradil Nikola I. Frankopan. Cerkev, ki je nastala iz nje, je pokrivala območje svetišča in polovico glavne cerkvene ladje današnje stavbe. Levo cerkveno ladjo in fasado so postavili šele pozneje. Zdaj jo sestavljata dve ladji. Znana sta tudi dva samostanska križna hodnika in poletna jedilnica. Najpomembnejši za njen današnji videz je Franjo Glavinič, takratni varuh samostana, ki je avgusta 1644 sprožil obnovo in širitev. Cerkev je dokončno podobo dobila leta 1824, ko so jo podaljšali za 6 metrov, prizidan je bil zvonik, ki ga do tedaj ni imela.
Danes je cerkev Matere Božje okrašena z oltarji sv. Mihovila, sv. Katarine in sv. Nikolaja, dela umetnika slikarja iz Švice, frančiškana Serafina Schöna, slikarja C. Tasca in drugih znanih umetnikov 17. in 18. stoletja.
V sklopu Duhovne prenove mesta Reke v letu 2017 je potekala procesija do svetišča Trsatske Matere Božje .

## Zunanjost cerkve
Današnja cerkev je kompleks arhitekturnih faz gotike - renesanse - baroka - bidermajerja.
Pročelje je mešanica slogov in je bila narejena v času dozidave leta 1824. Stavbenik Jakov Matković je tedaj gradil še v baročnem slogu. Podoben je valovit zatrep, v zvoniku je vzidano okrašeno poznogotsko okno. Klasicistični slog je viden v členitvi pročelja s pilastri in kompozitnimi kapiteli. Uporabljeni so stari portali iz 17. stoletja, ki s svojo postavitvijo navidezno namigujejo na triladijsko cerkev. Šesterokraka zvezda, ki se večkrat pojavi na pročelju je grb Frankopanov.

## Notranjost cerkve
V današnji cerkvi se prepleta veliko slogov in zgodovinskih obdobij. V cerkvi sta samo dve ladji: prvotna in leva, ki sta nastali z baročno združitvijo nekdanjih stranskih kapel. Prižnica in stranski baročni oltarji so rezbarije iz lesa, ki posnemajo barvne marmorne oltarje, ki so mnogokrat dražji.
Giovanni Pietro Telesphoro de Pomis, Italijan, rojen v Gradcu, je na stranski steni leve ladje v kapeli naslikal oltarni nastavek sv. Ano z Materjo Božjo in s čalni družine della Rovere in njihovimi svetniki. .
Na lesenem oltarju svetega Nikolaja, na desni stranski steni in oltarjih levo in desno od poznogotskega slavoloka, je oltarni nastavek naredil Švicar Serfain Schön, ki je v prvi polovici 17. stoletja na Trsatu pustil velik opus. Prepoznaven je po manekensko podolgovatih figurah zračne draperije.
Cristophoro Tasca iz Bergama je naslikal velik nastavek Marijinega oznanjenja nad slavolokom.
Veličastno rešetko iz kovanega železa z listnatim ornamentom in angeli, ki zapira svetišče, je leta 1705 podaril senjski nadškof Petar Brajković in je med najboljšimi deli baroka na Hrvaškem, monumentalni marmornati glavni oltar pa je leta 1695 podaril zagrebški sodnik Ivan Uzolin. Pripisan je delavnici goriškega mojstra Giovannija Pacassija. V njem je kopija triptiha Trsatske Matere Božje. 
Poznogotski slavolok je najpomembnejši ostanek arhitektonske plastike iz obdobja izgradnje cerkve in samostana iz 15. stoletja. Oznanjenje v luneti je iz leta 1714.
Cerkev je slovela kot najbolj privilegiran kraj pokopa, zato je tu vrsta grobnic. Frankopani imajo svojo grobno kripto.

### Čudodelna slikaMilostne Matere
Zaradi izgube Svete hiše je papež Urban V. leta 1367 poslal neutolažljivemu trsatskemu ljudstvu čudodelno podobo Matere Božje z imenom Milostna Mati.
Tradicija pravi, da je sliko osebno naslikal Sveti Luka. Narejena je na cedrovini plošči in razdeljena na tri polja. Zaradi izkazane časti je bila slika 8. septembra 1715 okronana s pravo zlato krono, slovesnost njenega kronanja pa je potekala pod okriljem hrvaškega parlamenta. To je bila prva podoba Marije zunaj Italije, ki jo je okronal papež. Mati usmiljenja ima poseben pomen pri ustvarjanju kulta čaščenja Device Marije na Trsatu. Že v 15. stoletju je sveti oče dovolil posebno odpuščanje tistim, ki so jo obiskali. Slika je še danes cenjena zaradi milosti, ki jo Marija deli svojim častilcem, stoji pa na glavnem oltarju in jo med različnimi procesijami, kot sta praznik Gospe Trsatske ali Marijino vnebovzetje, odnesejo iz cerkve.
Čudodelna podoba Milostne Matere je razdeljena na tri navpična polja. Na osrednjem, največjem polju je Marija, ki doji, hrani Jezusa. Marijin nežen pogled je usmerjen tako proti Jezusu kot tudi gledalcu. Otrok Jezus ima resen pogled in dviga roko v blagoslov. Zgornja leva in desna bočna plošča prikazujeta najpomembnejše dogodke v zgodovini odrešenja: Kristusovo rojstvo in Odkup. Slednje je upodobljeno v tradicionalni ikonografski obliki deesis. Spodnja polovica leve in desne strani slike prikazuje cerkvene priče. Kar je Jezus pridigal, so učenci nadaljevali! Na desni so apostoli sv. Peter, sv. Janez in sv. Pavel. Na levi strani je neznani sveti škof (najverjetneje sveti Nikolaj), sv. Bartolomej (rdeč, ker je bil v času mučeništva odrt) in sv. Štefan, diakon.

### Frančiškanski samostan in kapela votivnih darov
Knez Martin Frankopan je poleg cerkve zgradil tudi samostan, v katerem so se leta 1468 naselili frančiškani. Obstaja stara in bogata knjižnica z arhivom in bogato zakladnico daril in opreme od 14. stoletja do danes. Ohranja izvirnik gotskega triptiha Trsatske Matere Božje. Ikona je že takrat veljala za čudodelno, saj so verjeli, da jo je naslikal sveti Luka. Obstajata tudi velika relikvija srbske despotke Barbare rojene Frankopan, ki jo je cerkvi podarila leta 1485 in dvoglavi orel iz masivnega zlata, okrašen z dragulji, kar je votivno darilo Karla V. iz leta 1536 in ga je leta 1597 podaril hrvaški ban Toma Bakač-Erdödy za ozdravljenje svojega sina. Tu se hranijo tudi Leopoldovi svečniki, pa tudi mašni plašč, ki ga je darovala Marija Terezija.
Poletno jedilnico samostana krasijo velike stenske in stropne slike Tasca in Schöna, na hodniku, ki vodi do frančiškanskih sob, pa so dela hrvaških sodobnih umetnikov, baročna olja Valentina Metzingerja iz Ljubljane.
Veliko umetniških del je bilo leta 1629 uničenih v velikem požaru, v katerem je bil uničen večji del samostana. Stavba je bila obnovljena takoj po požaru in postavljeni dve novi krili, v začetku 19. stoletja pa drugo nadstropje. Restavriranje je vodil in izvajal Mihovil Kumar, ki je začel delati tudi v kapeli votivnih darov.
V kapeli votivnih darov so slike, ki po navadi prikazujejo ladje pomorščakov, ko jim je v nevihti grozila smrtna nevarnost, izstopa pa gotska skulptura Gospe od Slunja. Obstajajo tudi druga darila od 19. stoletja do danes.
Kot del samostana je bila v 17. stoletju ustanovljena gimnazija za šolanje mladih frančiškanov, več kot stoletje pa je delovala bogoslovna šola, prva ljudska šola v Trsatu in prva bolnišnica na Reki. Samostanska knjižnica ima več kot 20.000 zvezkov, med njimi sta prva hrvaška neglagoljska knjiga Lekcionar Bernarda Splićanina in Evangelistarum iz leta 1532 Marka Marulića, pa tudi Raj duše, ki je bil osebni molitvenik grofice Katarine Zrinski, avtorja Nikole Dešića.

## Kip papeža Janeza Pavla II. - Trsatski romar
Bronasta skulptura akademskega kiparja Antuna Jurkića predstavlja papeža Janeza Pavla II., imenovana Trsatski romar v čast tretjega pastoralnega obiska Janeza Pavla II. Hrvaške, ko jo je obiskal 8. junija 2003. Postavljena je bila pred Marijinim svetiščem na Trsatu 10. maja 2005, odkkrila pa sta ga zagrebški nadškof in predsednik hrvaške škofovske konference kardinal Josip Bozanić.
To je prva skulptura na svetu, posvečena papežu, odkrita po njegovi smrti.
Besedilo na skulpturi se glasi:
»Na Duhove, 8. VI. 2003. Ovo je Marijansko svetište na svom trećem pastoralnom pohodu Hrvatskoj i jubilarnom stotom izvan Italije pohodio Papa Ivan Pavao II.«
In potem v več jezikih:
»Molite za mene dok sam živ i kada umrem.«
ki so besede, ki jih je papež izgovoril sam, ko je svetišču med obiskom dal rožni venec.
Na skulpturi je upodobljen papež ko moli pred čudodelno podobo Blažene Device Marije.

## Pastoralni center
Pastoralni center svetišča Aula pape Ivana Pavla II. je bil odprt 5. junija 2008 kot del trsatskega kompleksa in obeležuje peto obletnico obiska papeža Janeza Pavla II.. Papež je med svojim obiskom blagoslovil temeljni kamen Pastoralnega centra, ki je bil konec oktobra 2006 postavljen na mestu nekdanjega gospodarskega poslopja.
V Auli je glavna dvorana s 300 sedeži, ob njej so še štiri manjše dvorane, ki služijo kot prostor za delo frančiškanskega posvetnega reda, frančiškanske mladine, pevskega zbora in katedre papeža Janeza Pavla II. Vse sobe so povezane s stopniščem, stavba pa ima tudi sanitarije . Arhitekt, ki je zasnoval pastoralni center je prejel nagrado Viktor Kovačić za najboljši arhitekturni dosežek leta 2008 .
Pastoralno središče meji na razširjeno romarsko območje, ki je bilo že vzpostavljeno tako, da so na samostanskem vrtu postavili nov oltar in uredili Marijin park, predvsem za potrebe večjega števila romarjev.
Veranda dvorane služi kot mesto spovedi med večjimi mašnimi praznovanji v parku svetišča.

## Galerija
- Notranjost cerkve
- Mati Božja Loretska
- Slika Trsatske Matere Božje
- Oltar sv. Antona Padovanskega
- Grob kneza Nikole I. Frankopana
- Slika Petra Kružića
- Vitraj: Razpelo
- Vitraj: Poroka v Kani Galilejski
- Proslava 640. obletnice čudodelne slike
- Kip sv. Janeza Nepomuka pred cerkvijo